# Física atòmica

Símbol d'àtom.

La física atòmica  és una branca de la física que estudia els electrons de l'embolcall electrònic d'un àtom i els fenòmens que hi estan associats (els seus estats energètics i les seves interaccions amb altres partícules i amb camps elèctrics i magnètics).
La física atòmica i la física nuclear tracten qüestions diferents, la primera tracta amb totes les parts de l'àtom, mentre que la segona ho fa només amb el nucli de l'àtom, sent aquest últim especial per la seva complexitat. Es podria dir que la física atòmica tracta amb les forces electromagnètiques de l'àtom i converteix el nucli en una partícula puntual, amb determinades propietats intrínseques de massa, càrrega i espín.

## Atomisme

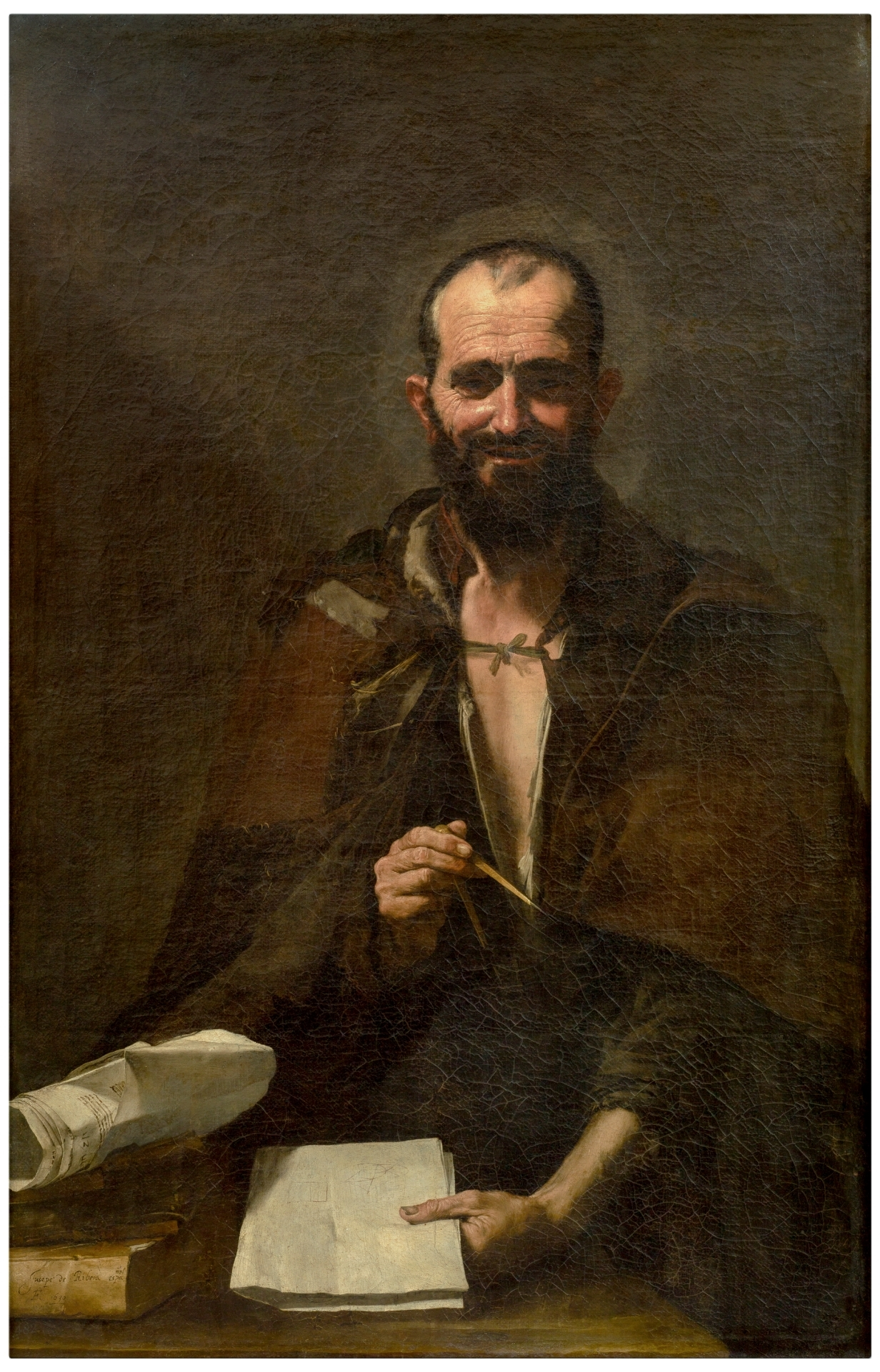
Demòcrit, segons Josep de Ribera.

La noció que la matèria està composta per blocs fonamentals té els seus orígens en els antics grecs, els quals especulaven que la terra, l'aire, el foc i l'aigua podrien formar els elements bàsics dels quals està construït el món físic. Hi hagué diverses escoles de pensament sobre la naturalesa última de la matèria. Potser la més notable fou l'escola atomista fundada pels filòsofs Leucip (segle v aC) i Demòcrit d'Abdera (460 aC-?370 aC). Per raons purament filosòfiques, i sense el suport de proves experimentals, desenvoluparen la noció que la matèria consta d'àtoms indivisibles i indestructibles. Els àtoms es mouen sense parar a través del buit que els envolta i col·lideixen entre ells com boles de billar, molt semblant a la teoria cinètica molecular moderna dels gasos. No obstant això, la necessitat d'un buit entre els àtoms plantejà noves qüestions que no es podien respondre fàcilment. Per aquest motiu, la representació atomística fou rebutjada pel filòsof Aristòtil (384 aC-322 aC) i l'escola atenenca a favor de la noció que la matèria és contínua amb quatre elements (teoria dels quatre elements). Malgrat això, la idea de l'àtom fou recuperada quatre-cents anys després en els escrits del poeta romà Lucreci (94 aC-?55 aC), en la seva obra De rerum natura (De la natura).

## Teoria atòmica de Dalton

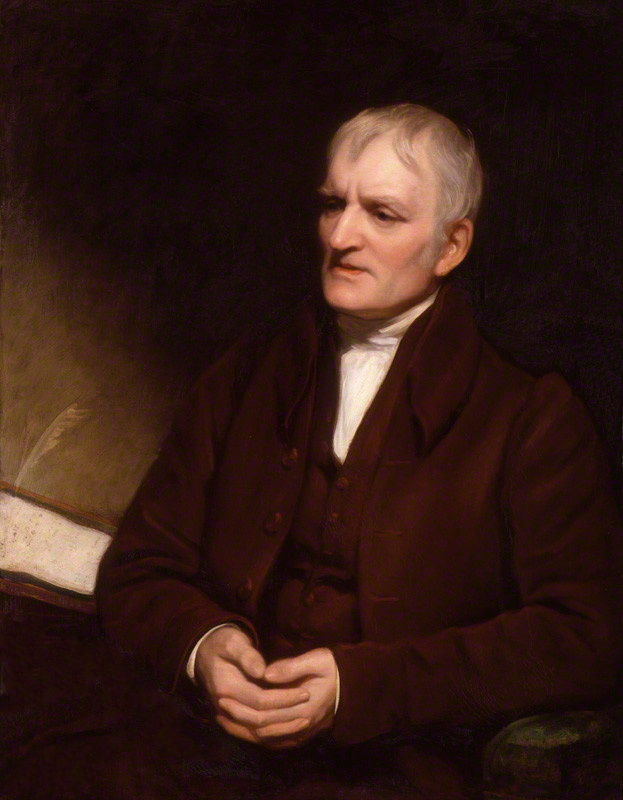
John Dalton el 1835.

No s'avançà gaire en la idea que la matèria podria estar composta per partícules petites fins al segle xvii. El físic anglès Isaac Newton (1642-1727), a la seva obra Principia Mathematica (1687), proposà que la llei de Boyle, que estableix que el producte de la pressió i el volum d'un gas és constant a la mateixa temperatura, es podria explicar si s'assumeix que el gas està compost per partícules. En aquest procés deductiu fou d’especial importància el descobriment de les lleis ponderals. El 1774 el químic francès Antoine L. Lavoisier (1743-1794) demostrà que en les reaccions químiques ordinàries la massa total roman constant (llei de conservació de la massa). El 1799, el també químic francès Joseph Louis Proust (1754-1826) establí la llei de les proporcions definides (quan dos o més elements es combinen per formar un compost ho fan sempre amb una relació de masses definida i constant), que fou àmpliament corroborada més tard pel químic suec Jöns J. Berzelius (1779-1848). El 1804, el químic anglès John Dalton (1766-1844) enuncià la llei de les proporcions múltiples (quan dos elements es combinen per formar més d’un compost, les masses d’un dels elements que es combinen amb una mateixa massa de l’altre són en relació de nombres enters petits). El 1808, Dalton suggerí que cada element químic està format per àtoms idèntics i establí la primera teoria atòmica moderna, la teoria de Dalton.

## Teoria atòmica moderna
El 1811 el físic italià Amedeo Avogadro (1776-1756) hipotetitzà que les partícules dels elements podrien consistir en dos o més àtoms units. Avogadro anomenà aquestes agrupacions atòmiques molècules i, basant-se en la llei dels volums de combinació (els volums de gasos que reaccionen entre si, o bé els dels reaccionants i els dels productes, són en la relació de nombres enters petits), descoberta experimentalment pel científic francès Joseph-Louis Gay-Lussac (1778-1850), conjecturà que les molècules d'hidrogen o d'oxigen estan formades per parelles d'àtoms, en formulació moderna H₂ i O₂. William Prout (1785-1880), metge anglès, proposà el 1815 que els àtoms eren aglomerats d’àtoms d’hidrogen (que ell anomena protil), idea que li fou suggerida pel fet que les masses atòmiques d’alguns elements, prenent-los en relació amb la massa atòmica de l’hidrogen, eren valors pràcticament enters. Aquesta hipòtesi de Prout hagué d’ésser rebutjada en mesurar masses atòmiques no enteres per a alguns elements (clor 35,5; coure 63,6). A mitjan segle xix, la teoria cinètica molecular dels gasos explicà amb èxit fenòmens com la temperatura, la pressió i la viscositat d'un gas als moviments de partícules atòmiques i moleculars. Sorgí la idea d'un nombre limitat d'elements amb el descobriment de la llei periòdica i la classificació dels elements en la taula periòdica per part del químic rus Dmitri I. Mendeléiev (1834-1907), cadascun format per un tipus particular d'àtom, que podrien combinar-se de gairebé infinites maneres per formar composts químics. Cap al 1895, el pes creixent de les evidències químiques i l'èxit de la teoria cinètica molecular deixà poc dubte que els àtoms i les molècules eren reals.

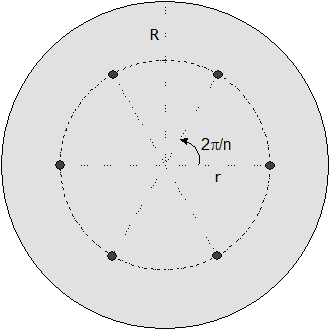
Diagrama del model atòmic de Thomson de 1904. Una esfera uniforme de càrrega positiva (regió ombrejada, de radi R) conté n càrregues puntuals negatives (electrons).

A partir de les seves experiències d’electròlisi, l'anglès Michael Faraday (1791-1867) deduí el 1834 que cada àtom havia de posseir una mateixa quantitat d’electricitat, primer indici aquest del descobriment de l'electró com a component dels àtoms. El 1874, l’irlandès George J. Stoney (1826-1911) suposà que en l’electròlisi cada àtom transportava la mateixa càrrega elèctrica, de manera que, dividint la quantitat d’electricitat necessària per dissociar un àtom gram per la constant d’Avogadro, hom obtenia el valor d’una unitat natural d’electricitat que, el 1891, ell mateix anomenà electró, tot i que corresponia a una noció ben diferent de l’actual. El 1858 el físic alemany Julius Plücker (1801-1868) descobrí els raigs catòdics. D’ençà del 1876, el físic alemany Eugen Goldstein (1850-1930) mostrà que aquests raigs eren deflectits per camps magnètics. El físic francès Jean B. Perrin (1870-1942) mostrà el 1895 que transportaven càrrega elèctrica negativa i suggerí que podia tractar-se d’un feix de partícules carregades. Mitjançant un camp elèctric, que podia alentir el feix, determinà la relació càrrega/massa d’aquestes hipotètiques partícules.

### El model de Thomson

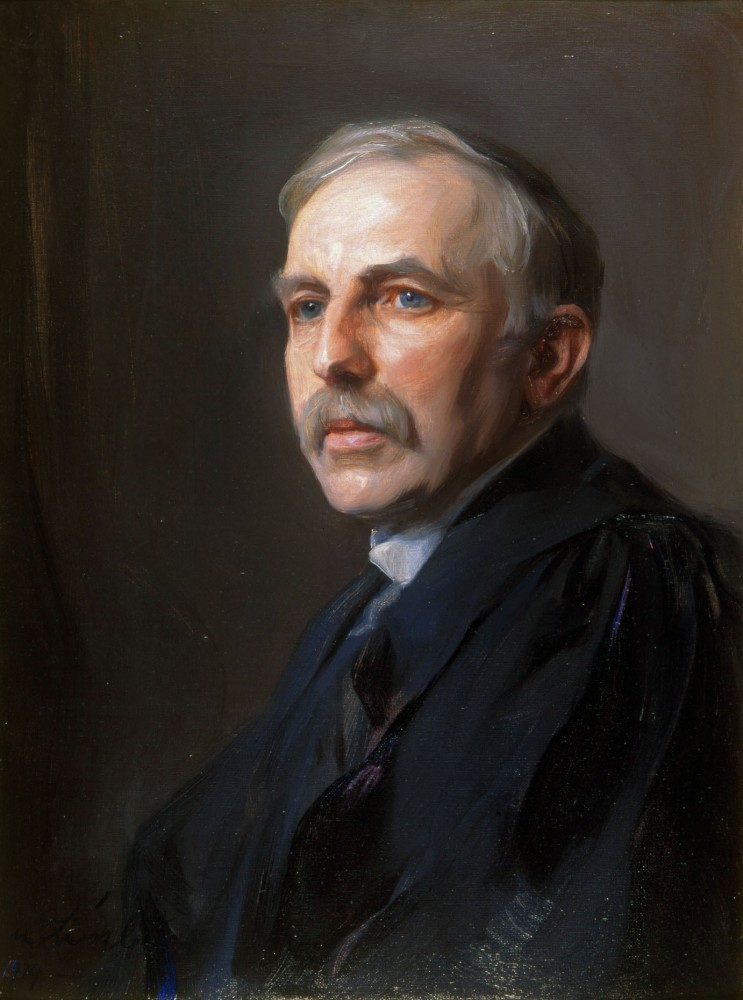
Ernest Rutherford.

El 1897 el físic anglès Joseph John Thomson (1856-1940) descobrí finalment l'electró, acabant amb la idea de que l'àtom era indivisible. D’altra banda, les observacions que d’ençà del 1886 féu Goldstein sobre els raigs anòdics o canals, i les experiències amb camps magnètics que en féu el físic alemany Wilhelm Wien (1864-1928) el 1898, indicaren l’existència d’una càrrega elemental positiva, amb càrrega igual a la de l’electró però amb signe oposat. Es tractava del protó.

Model atòmic de Rutherford pel nitrogen.

El 1899, J.J. Thomson presentà un esbós d'un model atòmic. Després començà a pensar com explicar la periodicitat dels elements en termes d'aquests corpuscles carregats negativament. D'aquesta manera, les propietats químiques haurien de dependre del nombre i distribució d'aquests components atòmics. Thomson sostenia que cada àtom consisteix en diversos electrons incrustats en un gel de càrrega elèctrica positiva; la càrrega elèctrica negativa total dels electrons equilibra exactament la càrrega positiva, produint un àtom elèctricament neutre.

### Els models planetaris de Perrin, Nagaoka i Rutherford

Model atòmic de Bohr.

Per la seva part, Perrin proposà el 1901 que l’àtom era com un petit sistema solar, els electrons orbitant una o vàries partícules centrals positives per efecte de la força electroestàtica. El físic japonès Hantaro Nagaoka (1865-1950), tot seguint una idea similar, indicà el 1904 que tots els electrons es disposaven en òrbites a la mateixa distància del centre, on hi hauria la càrrega positiva, movent-se amb la mateixa velocitat angular en plans diferents. Finalment, l'estructura interna de l'àtom es descobrí amb la recerca del físic britànic Ernest Rutherford (1871-1923) i els seus col·laboradors. El grup de Rutherford realitzà una sèrie d'experiments de dispersió, conegut com experiment de Rutherford, realitzats entre el 1908 i el 1913 a la Universitat de Manchester, que desafiaren el model de Thomson. Observaren que quan un feix de partícules α colpejava una fina làmina d'or, algunes de les partícules eren desviades cap enrere, cosa inconsistent amb el model de Thomson. Aquests experiments portaren a Rutherford a proposar un model atòmic el 1911, conegut com a model atòmic de Rutherford, amb la mateixa estructura que els models de Perrin i Nagaoka: al centre de l'àtom hi ha el nucli de càrrega positiva (posteriorment es descobrí que estava format per protons, de càrrega positiva, i neutrons neutres). Els electrons orbiten al voltant del nucli, de la mateixa manera que els planetes orbiten al voltant del Sol, deixant un gran buit entre ells i el nucli. Es mantenen en òrbita per l'atracció electroestàtica del nucli. El descobriment del nucli atòmic originà una nova branca de la física, la física nuclear, dedicada a estudiar els nuclis i els fenòmens que es produeixen exclusivament en ell, com les desintegracions radioactives o els processos de fusió i fissió nuclears.

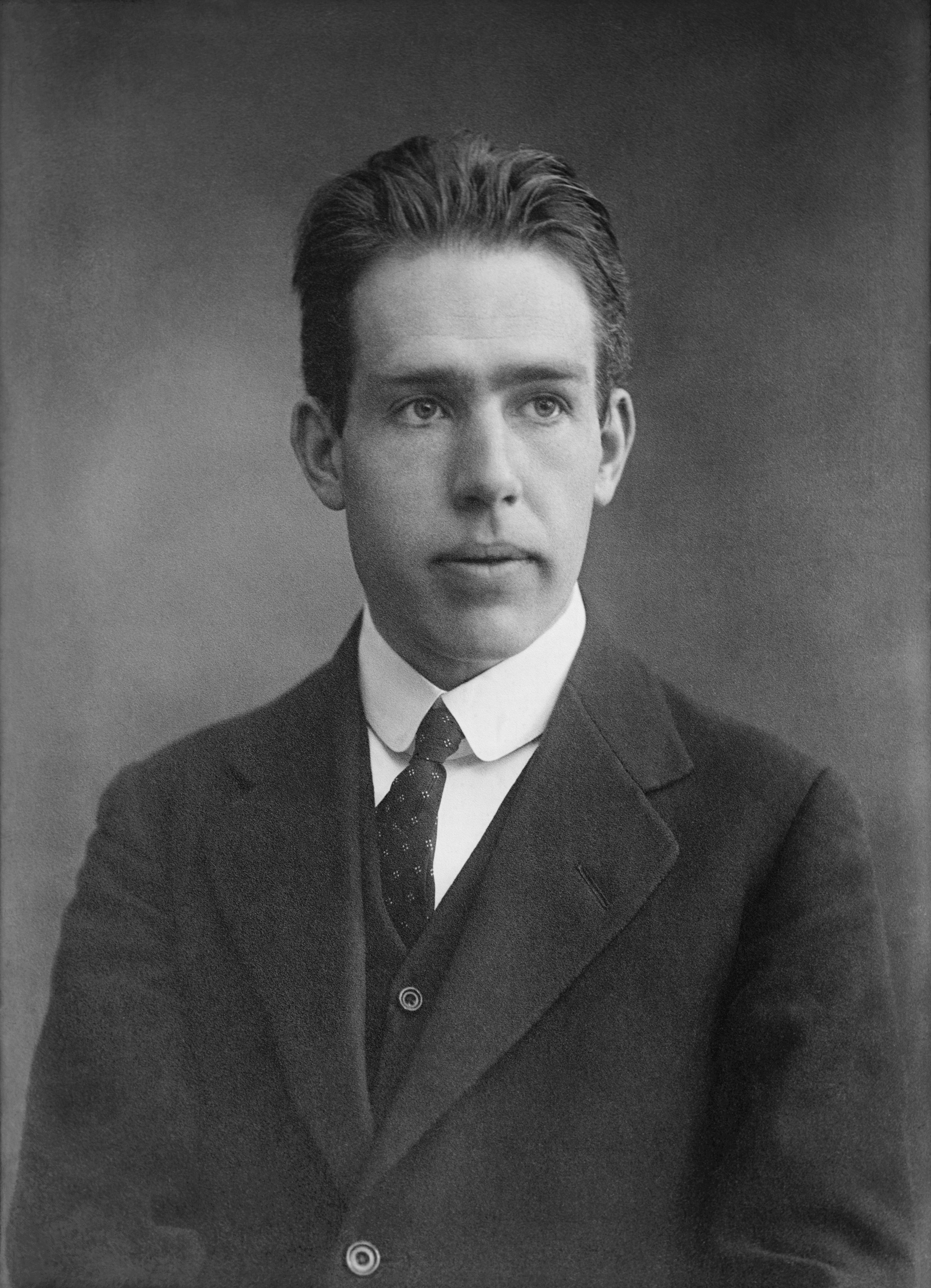
Niels Bohr cap al 1910.

### El model atòmic de Bohr
L'any 1913, el físic danès Niels Bohr (1885-1962), alumne de Rutherford, proposà un model per a l'àtom (model de Bohr) que explicava moltes observacions que desconcertaven els científics en aquell moment. El model de Rutherford no explicava de manera satisfactòria els resultats experimentals existents. La propietat més sorprenent observada als àtoms era la llum que emetien, l'espectre atòmic. Quan un element és exposat a una flama, emet llum en longituds d'ona clarament definides, anomenades línies espectrals. Cada element emet el seu propi espectre característic de llum. Abans de Bohr, els científics no podien explicar per què aquests colors eren emesos pels àtoms. Bohr partí del model de l'àtom proposat per Rutherford però, per tal que el model expliqués l'emissió de les línies espectrals, Bohr hagué de postular que els electrons estan restringits a òrbites distintes al voltant del nucli, amb línia amb la teoria quàntica del físic alemany Max Planck (1858-1947). En altres paraules, els electrons només poden ser trobats en certes òrbites permeses. Bohr pogué calcular els radis d'aquestes òrbites permeses per a l'àtom d'hidrogen i mostrar que les línies espectrals s'emeten com a conseqüència de les restriccions orbitals. L'hidrogen, que té un nucli amb un sol protó i un electró orbitant al seu voltant, a menys que s'afegeixi energia a l'àtom, l'electró es troba a l'òrbita permesa més propera al nucli. Si s'afegeix energia a l'àtom, l'electró pot "saltar" a una de les òrbites permeses més altes més lluny del nucli, però l'electró mai pot ocupar les regions entre les òrbites permeses. En tornar a l'estat inicial, dit fonamental, emet un fotó d'energia igual a la diferència d'energies entre els nivells inicial i final, segons la quantificació de la llum del físic alemany Albert Einstein (1879-1955).

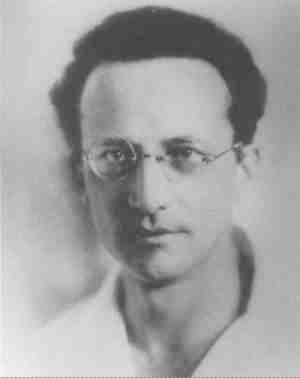
Erwin Schrodinger el 1914.

### Model atòmic de Schrödinger
Posteriors millores del model de Bohr, com la feta el 1915 per Arnold Sommerfeld, William Wilson i Jun Ishiwara, de forma independent, o la incorporació d’aproximacions relativistes feta per Sommerfeld el 1919, aconseguiren de millorar algun resultat (explicació de l'estructura fina de l’hidrogen) però no acabaren de reeixir. Les causes de la incompletesa d’aquests models cal cercar-les en les seves bases, que no eren més que fràgils analogies amb models clàssics, i en la insostenibilitat d’algunes de les seves hipòtesis, com l’estabilitat no radiativa d’un electró en òrbita clàssica. La solució d’aquestes incoherències vingué amb el naixement de la mecànica quàntica, obra del francès Louis-Victor De Broglie (1892-1987), dels alemanys Max Born (1882-1970) i Werner Heisenberg (1901-1976) i de l'austríac Erwin Schrödinger(1887-1961). El 1926, aquest darrer proposà un nou model atòmic, model atòmic ondulatori, on els electrons són tractats com una ona i aquestes ones han de ser solució de l'equació de Schrödinger. Malgrat la impossibilitat de resoldre exactament les equacions per a més d'un electró, els càlculs aproximats realitzats amb nous mètodes matemàtics i l'augment creixent de la potència de càlcul dels ordinadors han demostrat la seva validesa i és el model utilitzat actualment amb la introducció de la correcció relativista, dita equació de Dirac, realitzada pel físic anglès Paul A.M. Dirac (1902-1984).

## Recerca actual

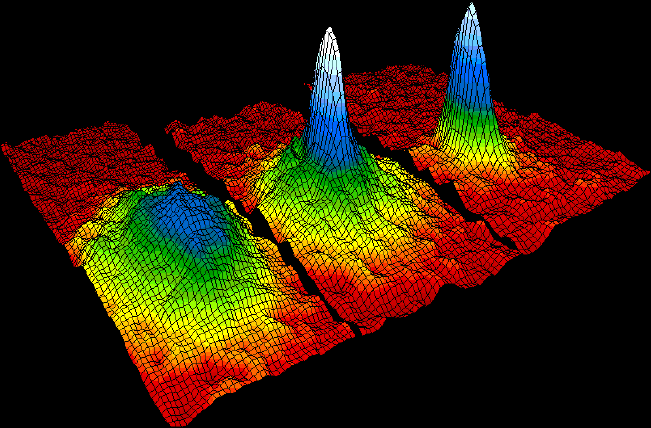
Dades de distribució de la velocitat (3 visualitzacions) per a un gas d'àtoms de rubidi, que confirmen el descobriment d'una nova fase de la matèria, el condensat de Bose-Einstein. Esquerra: just abans de l'aparició del condensat. Centre: just després de l'aparició del condensat. Dreta: després de més evaporació, deixant una mostra de condensat gairebé pur.

El nucli està compost de protons carregats positivament i neutrons elèctricament neutres, cadascun dels quals és aproximadament 1 836 vegades més massiu que l'electró. Com que els àtoms són tan minúsculs, les seves propietats s'han d'inferir mitjançant tècniques experimentals indirectes. Principalment, entre aquestes hi ha l'espectroscòpia, que s'utilitza per mesurar i interpretar la radiació electromagnètica emesa o absorbida pels àtoms quan passen d'un estat energètic a un altre. Cada element químic irradia energia a longituds d'ona distintives, que reflecteixen la seva estructura atòmica. Mitjançant procediments de la mecànica quàntica ondulatòria, les energies dels àtoms en diversos estats energètics i les longituds d'ona característiques que emeten es poden calcular a partir de certes constants físiques fonamentals, com ara la massa i la càrrega de l'electró, la velocitat de la llum i la constant de Planck. Basant-se en aquestes constants fonamentals, les prediccions numèriques de la mecànica quàntica poden explicar la majoria de les propietats observades dels diferents àtoms. En particular, la mecànica quàntica ofereix una comprensió profunda de l'arranjament dels elements a la taula periòdica, mostrant, per exemple, que els elements a la mateixa columna de la taula, grups o famílies de la taula periòdica, haurien de tenir propietats similars.
En els darrers anys, la potència i la precisió dels làsers han revolucionat el camp de la física atòmica, com ho demostra la concessió del premi Nobel de Física del 2023 a Pierre Agostini, Ferenc Krausz i Anne L'Huiller pels mètodes experimentals que generen polsos de llum d'attosegons per a l'estudi de la dinàmica d'electrons en la matèria. D'una banda, els làsers han augmentat dràsticament la precisió amb què es poden mesurar les longituds d'ona característiques dels àtoms. Per exemple, els estàndards moderns de temps, el segon, i freqüència es basen en mesures de freqüències de transició en el cesi atòmic, i la definició del metre com a unitat de longitud està ara relacionada amb mesures de freqüència a través de la velocitat de la llum. A més, els làsers han fet possibles tecnologies completament noves per aïllar àtoms individuals en trampes electromagnètiques i refredar-los a prop del zero absolut. Quan els àtoms es queden pràcticament en repòs a la trampa, poden experimentar una transició de fase per formar un superfluid conegut com a condensat de Bose-Einstein, mentre es mantenen en forma de gas diluït. En aquest nou estat de matèria, tots els àtoms estan en el mateix estat quàntic coherent. Com a conseqüència, els àtoms perden les seves identitats individuals, i les seves propietats mecàniques quàntiques es tornen dominants. Tot el condensat respon a influències externes com una única entitat coherent (com un banc de peixos), en lloc de com una col·lecció d'àtoms individuals. El treball recent ha demostrat que un feix coherent d'àtoms pot extreure's de la trampa per formar un «làser d'àtoms» analògic al feix coherent de fotons en un làser convencional. El làser d'àtoms encara està en una fase inicial de desenvolupament, però té el potencial de convertir-se en un element clau de les tecnologies futures per a la fabricació de dispositius microelectrònics i altres dispositius a escala nanomètrica.